# Randy Exelby
Pour les articles homonymes, voir Exelby.
Randy Exelby (né le 13 août 1965 à Toronto, dans la province de l'Ontario au Canada) est un joueur professionnel retraité de hockey sur glace ayant évolué à la position de gardien de but.

## Carrière
Réclamé par les Canadiens de Montréal en tant que douzième choix supplémentaire lors du repêchage de la Ligue nationale de hockey en 1986 alors qu'il évolue au niveau universitaire avec les Lakers de Lake Superior State de la NCAA, Exelby poursuit avec ces derniers une saison de plus avant de devenir joueur professionnel en 1987 lorsqu'il rejoint le club affilié aux Canadiens dans la Ligue américaine de hockey, les Canadiens de Sherbrooke.
Il s'illustre dès sa deuxième saison alors qu'il agit à titre de gardien numéro un de Sherbrooke remportant 31 de ses 52 rencontres, ce qui l'aide à obtenir une place dans la première équipe d'étoiles de la ligue. Il se voit décerner au terme de cette même saison le trophée Harry-« Hap »-Holmes remis au gardien ayant accordé le moins de buts, trophée qu'il partagea avec François Gravel, ainsi que le trophée Aldege-« Baz »-Bastien remis au gardien par excellence lors de la saison régulière.
Ses succès lui permette également d'être rappelé par la formation montréalaise au cours de cette saison. Il s'aligne avec eux à l'occasion d'une seule rencontre où il n'est sur la glace que pour trois minutes avant de retourner dans la LAH. Puis, à l'aube de la saison 1989-1990, il se voit être échangé aux Oilers d'Edmonton. Il joue cette saison pour le club affilié aux Oilers dans la Ligue internationale de hockey, les Roadrunners de Phoenix. Les Oilers lui donnerons la chance de prendre part à une autre rencontre dans la grande ligue, rencontre qui soldera par une défaite où le gardien accorde cinq buts. 
Exelby partage par la suite la saison 1990-1991 entre trois équipes mineur avant d'annoncer son retrait de la compétition à l'été 1991.

## Statistiques de gardien en carrière
| Saison     | Équipe                        | Ligue      |    | Saison régulière | Saison régulière | Saison régulière | Saison régulière | Saison régulière | Saison régulière | Saison régulière | Saison régulière | Saison régulière | Saison régulière |   | Séries éliminatoires | Séries éliminatoires | Séries éliminatoires | Séries éliminatoires | Séries éliminatoires | Séries éliminatoires | Séries éliminatoires | Séries éliminatoires | Séries éliminatoires |
| Saison     | Équipe                        | Ligue      | PJ | V                | D                | Pr/N             | Min              | BC               | Moy              | % Arr            | Bl               | Pun              | PJ               | V | D                    | Min                  | BC                   | Moy                  | % Arr                | Bl                   | Pun                  |                      |                      |
| 1983-1984  | Lakers de Lake Superior State | CCHA       | 21 | 6                | 10               | 0                | 905              | 75               | 4,97             |                  | 0                | 0                | -                | - | -                    | -                    | -                    | -                    | -                    | -                    | -                    |                      |                      |
| 1984-1985  | Lakers de Lake Superior State | CCHA       | 36 | 22               | 11               | 1                | 1 999            | 112              | 3,36             |                  | 0                |                  | -                | - | -                    | -                    | -                    | -                    | -                    | -                    | -                    |                      |                      |
| 1985-1986  | Lakers de Lake Superior State | CCHA       | 28 | 14               | 11               | 1                | 1 625            | 98               | 3,62             |                  | 0                | 2                | -                | - | -                    | -                    | -                    | -                    | -                    | -                    | -                    |                      |                      |
| 1986-1987  | Lakers de Lake Superior State | CCHA       | 28 | 12               | 9                | 1                | 1 357            | 91               | 4,02             |                  | 0                |                  | -                | - | -                    | -                    | -                    | -                    | -                    | -                    | -                    |                      |                      |
| 1987-1988  | Canadiens de Sherbrooke       | LAH        | 19 | 7                | 10               | 0                | 1 050            | 49               | 2,80             | 89.5             | 0                | 27               | 4                | 2 | 2                    | 212                  | 13                   | 3,68                 |                      | 0                    | 0                    |                      |                      |
| 1988-1989  | Canadiens de Sherbrooke       | LAH        | 52 | 31               | 13               | 6                | 2 935            | 146              | 2,98             | 89.5             | 6                | 46               | 6                | 1 | 4                    | 329                  | 24                   | 4,38                 |                      | 0                    | 12                   |                      |                      |
| 1988-1989  | Canadiens de Montréal         | LNH        | 1  | 0                | 0                | 0                | 3                | 0                | 0,00             | 100,0            | 0                | 0                | -                | - | -                    | -                    | -                    | -                    | -                    | -                    | -                    |                      |                      |
| 1989-1990  | Roadrunners de Phoenix        | LIH        | 41 | 11               | 18               | 5                | 2 146            | 163              | 4,56             |                  | 0                | 24               | -                | - | -                    | -                    | -                    | -                    | -                    | -                    | -                    |                      |                      |
| 1989-1990  | Oilers d'Edmonton             | LNH        | 1  | 0                | 1                | 0                | 60               | 5                | 5,00             | 82,8             | 0                | 0                | -                | - | -                    | -                    | -                    | -                    | -                    | -                    | -                    |                      |                      |
| 1990-1991  | Indians de Springfield        | LAH        | 4  | 1                | 2                | 1                | 245              | 20               | 4,90             | 82.6             | 0                | 2                | -                | - | -                    | -                    | -                    | -                    | -                    | -                    | -                    |                      |                      |
| 1990-1991  | Blades de Kansas City         | LIH        | 16 | 0                | 13               | 0                | 785              | 65               | 4,97             |                  | 0                | 20               | -                | - | -                    | -                    | -                    | -                    | -                    | -                    | -                    |                      |                      |
| 1990-1991  | Icehawks de Louisville        | ECHL       | 13 | 6                | 5                | 1                | 743              | 60               | 4,84             | 89.1             | 0                | 38               | -                | - | -                    | -                    | -                    | -                    | -                    | -                    | -                    |                      |                      |
| Totaux LNH | Totaux LNH                    | Totaux LNH | 2  | 0                | 1                | 0                | 63               | 5                | 4,77             | 83.3             | 0                | 0                | -                | - | -                    | -                    | -                    | -                    | -                    | -                    | -                    |                      |                      |

## Honneur et Trophée
- Ligue américaine de hockey
  - Nommé dans la première équipe d'étoiles en 1989.
  - Vainqueur du trophée Harry-« Hap »-Holmes remis au gardien ayant accordé le moins de buts (avec François Gravel) en 1989.
  - Vainqueur du trophée Aldege-« Baz »-Bastien remis au gardien par excellence lors de la saison régulière en 1989.

## Transaction en carrière
- Repêchage 1986 : réclamé par les Canadiens de Montréal (12e choix supplémentaire).
- 2 octobre 1989: échangé par leas Canadiens aux Oilers d'Edmonton en retour d'une somme d'argent.

## Famille
- Son père, Clare Exelby, est un ancien joueur professionnel de football canadien.
- Son neveu, Kyle Capobianco, est repêché par la Coyotes de l'Arizona en 2015.